# Isochlora xanthiana
Isochlora xanthiana är en fjärilsart som beskrevs av Otto Staudinger 1895. Isochlora xanthiana ingår i släktet Isochlora och familjen nattflyn. Inga underarter finns listade i Catalogue of Life.